# Bob Hutchinson
Robert Wayne „Bob“ Hutchinson (* 9. Mai 1955 in Bolton) ist ein ehemaliger englischer Fußballspieler.

## Karriere
Hutchinson war in der Saison 1973/74 als „Apprentice“ (dt. Auszubildender) bei den Blackburn Rovers aktiv und spielte in der Folge für Radcliffe Borough in der Cheshire County League, bevor er im Dezember 1974 beim Viertligisten AFC Rochdale vorstellig wurde. Von Trainer Walter Joyce, der seinen Fokus auf Nachwuchsspieler setzte, wurde der 19-jährige Stürmer am Boxing Day 1974 bei einem Heimspiel gegen die Doncaster Rovers aufgeboten und trug mit einem Tor zu einem 2:0-Erfolg bei. Auch zwei Tage später gegen Bradford City (Endstand 0:1) stand Hutchinson in der Startelf. Die Verpflichtung von Bob Mountford Anfang 1975 sorgte dafür, dass Hutchinson bis zu seiner Vertragsauflösung im September 1975 auf Einsätze im Reserveteam limitiert blieb. Im Anschluss soll er bei Macclesfield Town ein Probetraining absolviert und möglicherweise bei Stalybridge Celtic gespielt haben.